# ジャバクアラ駅

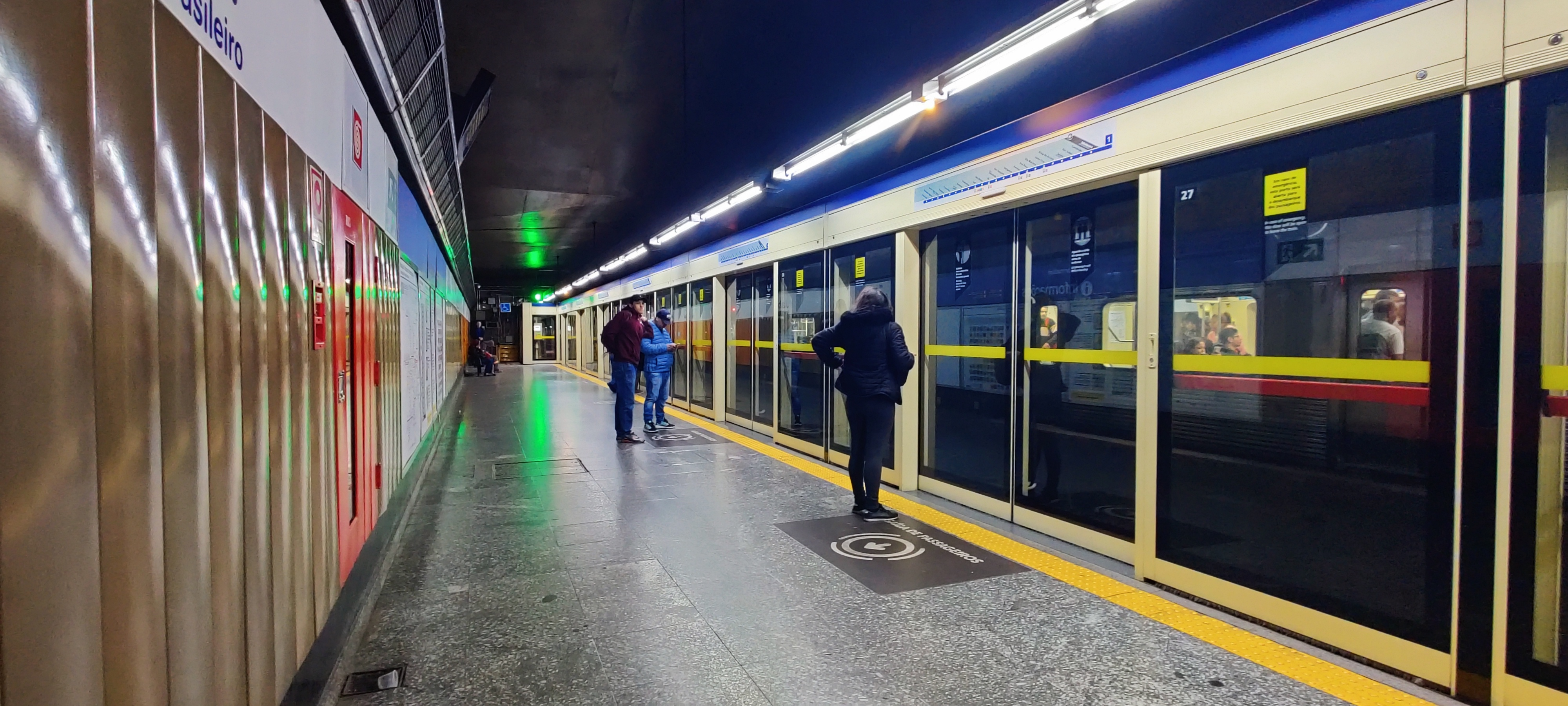
ジャバクアラ駅

ジャバクアラインターモーダルターミナル (Terminal Intermodal Jabaquara)(ジャバクアラ駅)(Estação Jabaquara) は、サンパウロにある駅、乗換駅である。 サンパウロ地下鉄の1号線、ジャバクアラターミナルはEMTUとSPTransによって管理されている。ジャバクアラ都市間ターミナルは Socicamが管理し、 バイシャーダ・サンティスタへ続いている。サンパウロ地下鉄の17号線の終点でもある。2015年8月、ジェラルド・アルクミン知事により、首都の南ゾーンで当初計画されていた36駅の計画のうち17駅の凍結を命じた。また当時、首都圏運輸事務局は、「新たな作業を開始する前に、すでに始めた作業を完了する」ことが優先事項であると述べている。 

## 地下鉄駅

### サンパウロ地下鉄1号線
ジャバクアラ駅は、サンパウロ地下鉄1号線-ブルーのターミナル駅で、南に向かって伸びている。 1974年9月14日に発足し、 ブラジルで最も古い地下鉄駅である。
この駅から、1号線整備ヤードとの接続が行われる。 「Pátio Jabaquara」(ジャバクアラヤード) または「PAT」は、Rua dos Jequitibás、80にある。ここに駅の2つの出口の内の1つがあり、もう1つはAvenida Engenheiro Armando de Arruda Pereira 、s/n.ºにあり、首都圏のターミナルにもアクセスできる。

#### 特徴
駅は地下にあり、コンクリート構造物が露出した中二階とサイドプラットフォームがあり、 6,850平方メートルの建築面積がある。 

#### 芸術作品
- 「壁画1」 、オディレア・トスカーノ、壁に絵を描く（1990）、アクリル絵の具（2.96 m X 4.85 m –14.35m²）、プラットフォーム1へのアクセスのエスカレーターの上に設置。 [3]
- 「壁画2」 、オディレア・トスカーノ、壁に絵を描く（1990）、アクリル絵の具（2.96 m X 4.85 m –14.35m²）、プラットフォーム2へのアクセスのエスカレーターの上に設置。 [3]
- 「パネル」 、レニーナ・カッツ、繊維セメント板に絵を描く（1991）、中二階に設置されたアクリル絵の具（約155m²）。 [3]

#### テーブル
| コード | 駅           | 開業日        | 容量                      | 統合                                                | プラットフォーム | ポジション | 成績                           |
| ------ | ------------ | ------------- | ------------------------- | --------------------------------------------------- | ---------------- | ---------- | ------------------------------ |
| JAB    | ジャバクアラ | 1974年9月14日 | 30,000人の乗客時間/ピーク | SPTransシングルチケットとEMTUメトロポリタンコリドー | サイド           | 地下       | コンクリート構造物が露出した駅 |

### サンパウロ地下鉄の17号線
サンパウロ地下鉄17号線のジャバクアラ駅は、モノレール建設の第3段階の一部となり、最初の区間は9エスメラルダ号線のモルンビ駅からジャルジン・アエロポルト駅までで、コンゴーニャス空港への延長運行がある。

## ジャバクアラバスターミナル
ジャバクアラバスターミナル、または単にジャバクアラターミナルは、サンパウロにある3つの自動車駅ターミナルの1つで、バイシャーダ・サンティスタとサンパウロ州の南海岸への道路専用である。

## ジャバクアラメトロポリタンバスターミナル
ジャバクアラメトロポリタンバスターミナルはEMTUによって管理されており、一部はSPTransによって運営されている。これは、首都とABDの自治体を結ぶサン・マテウス-ジャバクアラ都市間回廊の一部である。